# Psorospermum aurantiacum
Espèce
Psorospermum aurantiacum (Engl.) est une espèce de plantes à fleurs de la famille des Hypericaceae et du genre Psorospermum, endémique de la ligne montagneuse du Cameroun.

## Description
C'est un arbrisseau d'une hauteur comprise entre 3 et 5 m. La plante est aisément reconnaissable aux poils denses d'un brun orangé – d'où l'épithète spécifique aurantiacum – qui tapissent la face inférieure de la feuille, contrastant avec le noir brillant du dessus, lorsqu'elle est sèche.

## Distribution
Carl Ludwig Ledermann découvrit le premier spécimen, en fleurs, en novembre 1909, à Mbo, dans les monts Konga (ou Kongoa, 5°20' N, 9°50' E), à une altitude de 1 600-1 800 m.
Depuis, l'espèce a été observée principalement au Cameroun, dans la Région du Nord-Ouest (dont Bambui, la réserve forestière de Bafut Ngemba, la réserve forestière de Bali Ngemba, Dom) et celle de l'Ouest (monts Bamboutos), également au Nigeria, sur le plateau d'Obudu (en) et le plateau de Mambila.

## Utilisation
Au Cameroun et dans d'autres régions d'Afrique, Psorospermun aurantiacum et Hypericum lanceolatum sont utilisées notamment pour le traitement d'infections gastro-intestinales, urinaires et dermatologiques, les maladies vénériennes, la stérilité ou l'épilepsie.